# Křemelná

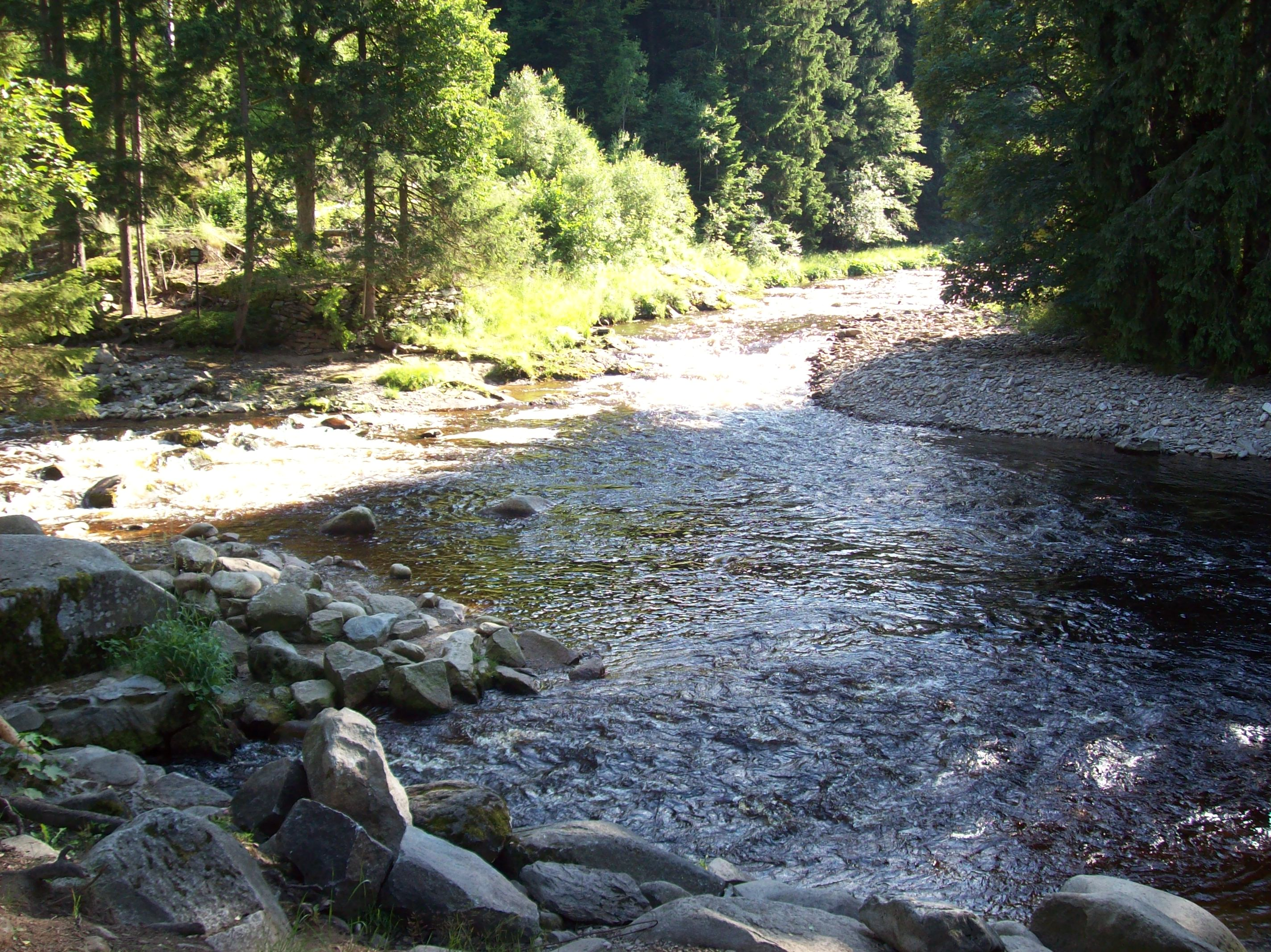
Zbieg Vydry i Křemelny

Křemelná – rzeka w Szumawach na południu Czech w dorzeczu Łaby. Jej długość wynosi 30,3 km. Bieg rzeki kończy się u zbiegu z Vydrą, gdzie obie tworzą nową rzekę – Otavę.